# 藤原挙賢
藤原 挙賢（ふじわら の たかかた、天暦7年（953年） - 天延2年9月16日（974年10月4日））は、平安時代中期の貴族。藤原北家九条流、摂政太政大臣・藤原伊尹の次男。官位は正五位下・左近衛少将。前少将と号した。

## 経歴
父・藤原伊尹の執政下で左兵衛権佐を経て、天禄元年（970年）左近衛少将に五位蔵人を兼ね、円融天皇の身近に仕える。翌天禄2年（971年）弟の義孝が右近衛少将（または左近衛少将）に任ぜられ、兄弟で続けて近衛少将となったことから、挙賢は前少将と呼ばれた。天禄3年（972年）正月には従五位上・蔵人頭に叙任されるが、同年11月に伊尹が没してしまい、執政の座は叔父の兼通へ移る。
天延2年（974年）当時流行していた疱瘡に罹り、9月16日に弟の義孝と同日に没した。同じ日の朝に挙賢が、夕方に義孝が死亡したとされる。享年22。

## 人物
弟の義孝と揃って容姿に優れていた。一方で、余りにも端正な性格であった義孝に反発して、少し猛しく荒々しい性格であったという。

## 官歴
注記のないものは『近衛府補任』による。
- 時期不詳：従五位下。左兵衛権佐
- 天禄元年（970年） 11月1日：五位蔵人、左兵衛佐如元[2]。12月16日：左近衛少将
- 天禄3年（972年） 正月7日：従五位上。正月26日：蔵人頭[2]
- 時期不詳：正五位下
- 天延2年（974年） 9月16日：卒去[3]

## 系譜
- 父：藤原伊尹
- 母：恵子女王 - 代明親王の娘